# أزمة المياه في إيران

صور الأقمار الصناعية من 1984 إلى 2014 تكشف عن تقلص مساحة بحيرة أورميا (فيديو)

تشير أزمة المياه في إيران إلى مشاكل ندرة المياه في إيران. يمكن أن تكون قلة المياه نتيجة لآليتين: قلة المياه المادية (المطلقة) وقلة مياه الاقتصادية، حيث تكون قلة المياه المادية نتيجة لعدم كفاية موارد المياه الطبيعية لتلبية الطلب في المنطقة، وقلة المياه الاقتصادية هي نتيجة سوء إدارة الموارد المائية الكافية المتاحة. تشمل اهتمامات إيران الرئيسية فيما يتعلق بأزمة المياه التقلبات المناخية المرتفعة وسوء توزيع المياه وإعطاء الأولوية للتنمية الاقتصادية.

## المناخ
هطول الأمطار في إيران موسمي للغاية مع موسم ممطر بين أكتوبر ومارس مما یجفف الأرض  لبقية العام. الاختلافات الموسمية الهائلة في التدفق تمیز أنهار إيران. على سبيل المثال، المیاه لنهر كارون في خوزستان خلال فترات التدفق الأقصى، تبلغ عشرة أضعاف الكمية الماء في فترات الجفاف. في العديد من المناطق، قد لا يكون هناك هطول ولكن تعصف العواصف المفاجئة، المصحوبة بهطول أمطار غزيرة. تقريبًا هطول الأمطار طوال العام في غضون أيام قليلة يتفاقم نقص المياه بسبب التوزيع غير ملائم للمياه. بالقرب من بحر قزوين، يبلغ متوسط هطول الأمطار حوالي 1,280 ملم في السنة. ولكن في الهضبة الوسطى والأراضي المنخفضة في الجنوب نادرًا ما يتجاوز 100 ملم. أدت قابلية إيران للتنوع الكبير في درجات الحرارة وهطول الأمطار إلى إنشاء سدود وخزانات لتنظيم وخلق تدفق أكثر استقرارًا للمياه في جميع أنحاء البلاد.
| مساحة الأرض                                 | 1,531,595 كيلومتر مربع                                       |
| مساحة المياه                                | 116600 كيلومتر مربع                                          |
| لإحداثيات الجغرافية                         | 32.00 N 53.00 E                                              |
| المناخ                                      | جاف في الغالب أو شبه جاف وشبه استوائي على طول ساحل بحر قزوين |
| الأراضي المروية                             | 95.539 كيلومتر مربع                                          |
| عدد السكان                                  | 83024745                                                     |
| الناتج المحلي الإجمالي (للفرد)              | 20100 دولار                                                  |
| تحسين مصدر مياه الشرب                       | 96.2٪ 3.8%                                                   |
| تحسين الوصول إلى مرافق الصرف الصحي غير محسّن | 90% 10%                                                      |

### تغير المناخ
من المتوقع أن تشهد إيران زيادة في متوسط درجة الحرارة حتی 2.6 درجة مئوية وانخفاض بنسبة 35% في هطول الأمطار خلال العقود القليلة القادمة. يمكن أن يؤدي هذا إلى زیاده الجفاف الحالي وقضايا إنتاج المحاصيل.

## موارد المياه

### توافر المياه

محطة توليد كهرباء غازية في إيران. استخدام المياه من قبل محطات الطاقة الحرارية هو أكثر من ضعف استخدام المياه المنزلية.

تقدر موارد المياه الداخلية المتجددة بـ 128.5 مليار متر مكعب فی (BCM) / سنة (متوسط 1977-2001). يمثل التیارات السطحية ما مجموعه 97.3 مليار متر مكعب / سنة، منها 5.4 مليار متر مكعب / سنة تأتي من تصريف طبقات المياه الجوفية. وبالتالي يجب طرحها من الإجمالي. تقدر إعادة تغذية المياه الجوفية بحوالي 49.3 مليار متر مكعب / سنة، منها 12.7 مليار متر مكعب / سنة يتم الحصول عليها من التسرب في قاع النهر وتحتاج أيضًا إلى طرحها. تتلقى إيران 6.7 مليار متر مكعب / السنة من المياه السطحية من باكستان وبعض المياه من أفغانستان عبر نهر هلمند. يقدر تدفق نهر آراس على الحدود مع أذربيجان  بنحو 4.6 مليار متر مكعب / سنة. يقدر التیار السطحي في البحر وإلى البلدان الأخرى بحوالي 55.9 مليار متر مكعب / سنة. كان نصيب الفرد من المياه المتوفرة في فترة ما قبل الثورة الإسلامية حوالي 4500 متر مكعب. في عام 2009، كان هذا الرقم أقل من 2000 متر مكعب.

### استخدام المياه

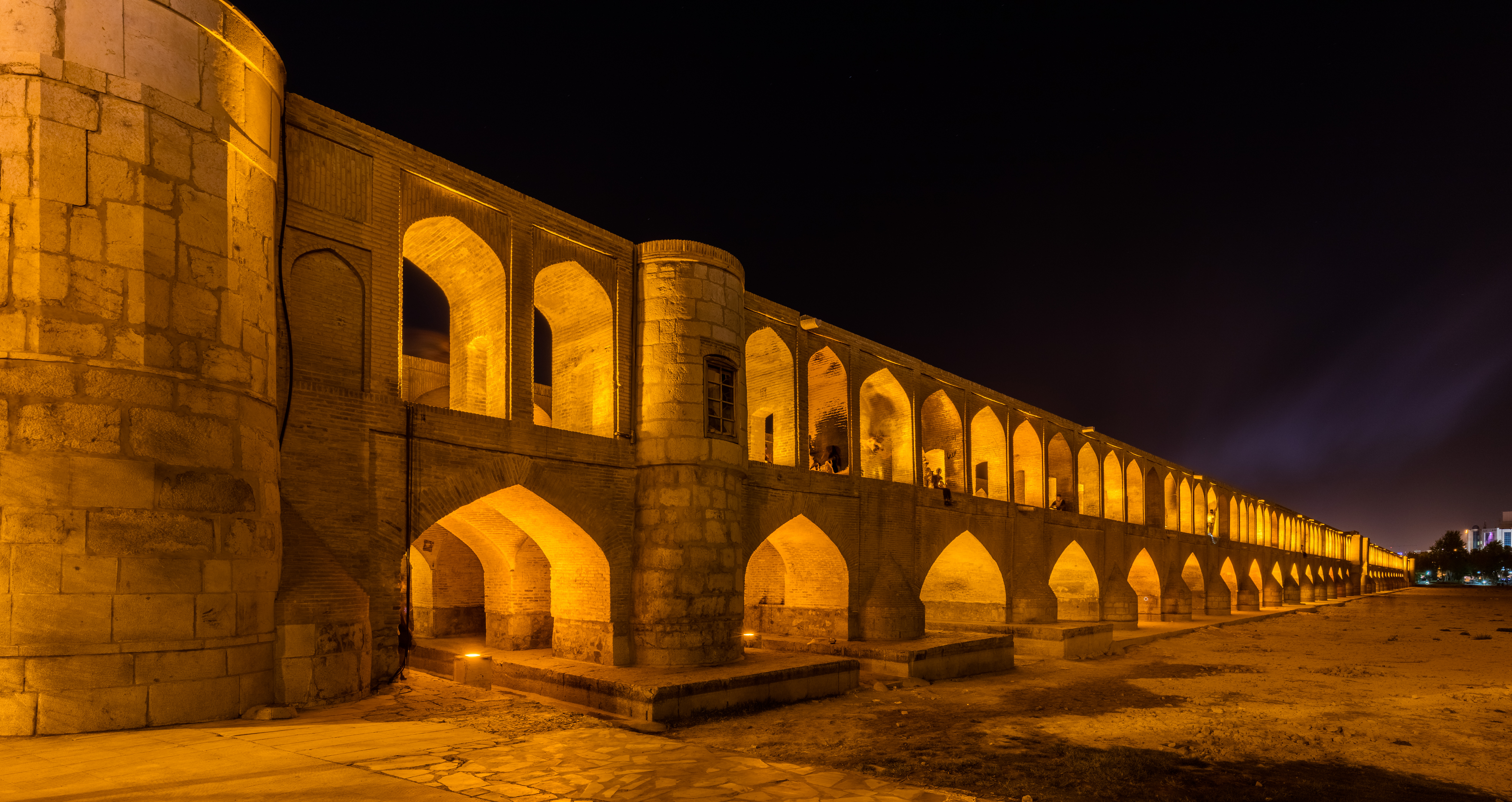
صورة Si-o-se-pol اصفهان في الليل بينما يتم تجفيف جسر زاینده رود.

قُدِّر إجمالي المياه المسحوبة بحوالي 70 مليار متر مكعب في عام 1993، وارتفع إلى 93 مليار متر مكعب في عام 2004، منها 92% تستخدم للأغراض الزراعية  و 6% للاستخدام المنزلي و 2% للاستخدام الصناعي. رغم أن هذا يعادل 51% من الموارد المائية المتجددة المتاحة الفعلية فإن السحب السنوي من طبقات المياه الجوفية (57 مليار متر مكعب في 1993 و 53 مليار متر مكعب في 2004) هو بالفعل أكثر من العائد الآمن المقدر (46 مليار متر مكعب). من 4.3 مليار متر مكعب في العام 1993 (6.2 في 2004) المستخدمة للأغراض المنزلية  يتم توفير 61% من المياه السطحية و 39% من المياه الجوفية. يتم توفير طهران الكبرى التي يبلغ عدد سكانها أكثر من 13 مليون نسمة من المياه السطحية من سد لار على نهر لار في شمال شرق المدينة، وسد لاتيان على نهر ججرود في الشمال، ونهر كاراج في الشمال الغربي وكذلك عن طريق المياه الجوفية في محيط المدينة. تتمتع مقاطعات غيلان ومازندران وأصفهان بأعلى كفاءة للري بنسبة 54 و 52 و 42 في المائة على التوالي، بينما تتمتع مقاطعة خوزستان بأقل كفاءة للري بنسبة 38 في المائة. استهلاك مياه الصنبور في البلاد يزيد بنسبة 70% عن المتوسط العالمي. تم استخدام 16 مليار متر مكعب من المياه لتوليد الطاقة في عام 1999. اعتبارًا من عام 2014، تستخدم إيران 70% من إجمالي مياهها العذبة المتجددة، وهي أعلى بكثير من الحد الأعلى البالغ 40% الموصى به وفقًا للمعايير الدولية.

### تلوث المياه
تلوث المياه ناتج عن مياه الصرف الصناعي والبلدي وكذلك الزراعة. فيما يتعلق بمياه الصرف الصحي البلدية يتم تصريف الجزء الأكبرمن مياه الصرف الصحي المجمعة دون معالجة وتشكل مصدرًا رئيسيًا لتلوث المياه الجوفية وخطرًا على الصحة العامة. في عدد من المدن التي لا يوجد بها نظام صرف صحي تقوم المنازل بتصريف مياه الصرف الصحي من خلال مصارف مياه الأمطار المفتوحة.

## البنية التحتية
يتم توفير معظم مياه الشرب في إيران من خلال البنية التحتية الحديثة مثل السدود والخزانات وأنابيب النقل لمسافات طويلة - والتي يبلغ طول بعضها أكثر من 300 كيلومتر - والآبار العميقة. ما يقدر بنحو 60.000 نظام قناة (ري) تقليدي في مناطق الهضبة الإيرانية في يزد وخراسان وكرمان - لا تزال مستخدمة اليوم للري وإمدادات مياه الشرب في المناطق الريفية والمدن الصغيرة. يقع أقدم وأكبرقناة (ري) معروف في مدينة غناباد الإيرانية التي لا تزال توفر مياه الشرب والمياه الزراعية لما يقرب من 40 ألف شخص بعد 2700 عام. يبلغ عمق بئرها الرئيسي أكثر من 360 مترًا وطولها 45 كيلومترًا. يقدر أن هناك ما يصل إلى 500000 بئر عميقة وضحلة في البلاد. هناك 42 سدا كبيرا قيد التشغيل في إيران بطاقة تخزين مجمعة تبلغ 33 مليار متر مكعب / السنة. تفقد هذه السدود حوالي 200 مليون متر مكعب من السعة التخزينية كل عام بسبب الترسيب (0.5-0.75% من سعتها التخزينية). معظم السدود هي سدود متعددة الأغراض لتوليد الطاقة المائية والري والسيطرة على الفيضانات - وفي بعض الحالات - إمدادات مياه الشرب.

## البيئة السياسية
في كانون الأول / ديسمبر 2013، صرح حميد شيت شيان، رئيس وزارة الطاقة المسؤولة عن تنظيم قطاع المياه، بأن وضع القطاع وصل إلى «مستويات حرجة». لقد أثبت بشكل صحيح أن النهج السابقة التي ركزت بشكل أساسي على بناء السدود ومحاولة زيادة سعة التخزين لن تكون علاجات مناسبة بعد الآن. في الواقع  تبلغ سعة التخزين الإجمالية خلف العديد من السدود في البلاد 68 مليار متر مكعب في حين أن الطاقة المائية المحتملة لأنهار البلاد تبلغ 46 مليار متر مكعب سنويًا.
في يوليو 2013، قال عيسى كلنتاري وزير الزراعة في عهد الرئيس هاشمي رفسنجاني لصحيفة غنون إن أزمة المياه هي «المشكلة الرئيسية التي تهدد» إيران مضيفًا أنها أخطر «من إسرائيل والولايات المتحدة أو الاقتتال السياسي بين الإيرانيين. نخبة». إذا لم تتم معالجة قضية المياه، فقد تصبح إيران «غير صالحة للسكن». إذا لم يتم إصلاح هذا الوضع  فستصبح إيران خلال 30 عامًا مدينة أشباح. حتى لو كان هناك هطول في الصحراء فلن يكون هناك غلة  لأن مساحة المياه الجوفية ستجف وستبقى المياه عند مستوى الأرض وتتبخر.
ذكر تقرير للأمم المتحدة لعام 2017 أن «نقص المياه حاد ولم تعد سبل العيش الزراعية مع وجود الخيارات القليلة أخرى ملائم. اذ غادر العديد من الناس  واختاروا مستقبلًا غير مؤكد كمهاجرين بحثًا عن عمل».

### الاحتجاجات
يعتقد بعض المحللين أن أزمة المياه ربما كانت مساهماً هاماً في الاحتجاجات الإيرانية 2017–2018 في حوالي يناير 2018. ويُزعم أن خمسة متظاهرين على الأقل قُتلوا بالرصاص في يناير 2018 في قهدريجان  حيث قیل أن حقوق المياه كانت الشكوي الرئيسی. ومن مارس 2018 استمرت الاحتجاجات الصغيرة والمتقطعة للمياه في بعض المناطق الريفية. في يوليو / تموز 2021، نزل الناس فی احتجاجات خوزستان 2021 في محافظة خوزستان إلى الشوارع للاحتجاج على نقص المياه.